# Коритница (община Толмин)
Вижте пояснителната страница за други значения на Коритница.
Коритница (на словенски: Koritnica) е село в Словения, регион Горишка, община Толмин. Според Националната статистическа служба на Република Словения през 2015 г. селото има 136 жители.